# Lüterkofen-Ichertswil
Lüterkofen-Ichertswil é uma comuna da Suíça, situada no distrito de Bucheggberg, no cantão de Soleura. Tem 4,40 km² de área e sua população em 2018 foi estimada em 796 habitantes.